# ローガン・ギルバート
ローガン・キース・ギルバート（Logan Keith Gilbert, 1997年5月5日 - ）は、アメリカ合衆国フロリダ州オレンジ郡ウィンターパーク出身のプロ野球選手（投手）。右投右打。MLBのシアトル・マリナーズ所属。

## 経歴

### プロ入りとマリナーズ時代
2018年のMLBドラフト1巡目（全体14位）でシアトル・マリナーズから指名され、6月16日に契約を結んだ（契約金は388万ドル）。なお、この年はマイナーリーグでの登板はなかった。
2019年はA級ウェストバージニア・パワーで開幕を迎え、5試合に先発して防御率1.59。シーズン途中にA+級モデスト・ナッツに昇格し、12試合に先発して防御率1.73。さらにAA級アーカンソー・トラベラーズに昇格し、9試合に先発し防御率2.88と、3階級を1年で駆け上がり、3球団合計で26試合に先発登板し、10勝5敗、防御率2.13、165奪三振、33四球、WHIP0.95を記録した。
2020年は新型コロナウイルスの影響でマイナーリーグが中止となり、公式戦への出場はなかった。
2021年はAAA級タコマ・レイニアーズで開幕を迎えた。5月13日、ジャレッド・ケルニックとともにメジャー契約を結び、アクティブ・ロースターに登録。同日のクリーブランド・インディアンス戦で先発登板し、メジャーデビューを果たした。6月6日のロサンゼルス・エンゼルス戦では、打者7人から三振を奪い、5回を2安打、1失点に抑えてメジャー初勝利を挙げた。
2022年シーズンに向けて、ギルバートは課題である変化球の改善に取り組み始めた。しかし、MLBの労使協定失効によるロックアウトが発動、球団施設の使用やコーチとの連絡が禁止され、練習環境に制約が生じた。途方に暮れフロリダ州にある母校ステッソン大学へと足を運ぶと、そこで遭遇したのは同校の先輩でサイ・ヤング賞投手のジェイコブ・デグロムであった。ブルペンセッションや交流を通じてヒントを得たギルバートは、2022年シーズンのスタットキャストにおいてスライダー3.5mph（約6km/h）、カーブ5.8mph（約9km/h）、チェンジアップ6.3mph（約10km/h）のスピードアップを果たし、被安打率は前年と同水準を維持しつつ、9回あたりの被本塁打数を1.28本から0.92本まで抑える事に成功、防御率も4.68から3.20へと改善し、チーム最多勝となるシーズン13勝6敗を記録した。特に4月は4試合に先発登板し3勝0敗、22奪三振、防御率0.40、WHIP0.85でキャリア初のピッチャー・オブ・ザ・マンスを受賞、またプレーオフ進出へのマジックナンバーを1として迎えた9月30日、オークランド・アスレチックス戦で8回1失点の投球を披露し勝利に貢献、マリナーズは2001年以来となるプレーオフ進出を決めた。
2023年7月4日のサンフランシスコ・ジャイアンツ戦で9イニングを5安打無失点、7奪三振、無四球でキャリア初の完封勝利を達成、さらに7月9日のヒューストン・アストロズ戦でも7回1失点で勝利を収め、この週、2試合に先発登板して16イニングを投げ、2勝0敗、防御率0.56、被安打8、無四球、13奪三振を記録し、プレイヤー・オブ・ザ・ウィークを受賞した。また8月8日のサンディエゴ・パドレス戦で自己最多となる12奪三振を記録し、7回無失点で勝利を飾るなど、シーズン全体で32試合に先発登板し190.2イニングを投げ、13勝7敗、防御率3.73、189奪三振を記録した。
2024年7月7日、自身初となるオールスターゲームに選出された。この年、マリナーズのエースとして両リーグ最多の33試合に先発登板し、最多投球回となる208.2イニング、防御率3.23、220奪三振、WHIP0.89（両リーグ1位）と、過去最高の成績を記録した。またスタットキャストのランバリューリーダーボードでも、タリック・スクーバルに次ぐメジャー全投手中2位にランクインするなど充実した内容を証明し、シーズン終了後にアメリカンリーグのサイ・ヤング賞投票で6位に選ばれた。
2025年は自身初となる開幕投手に選ばれた。

## 選手としての特徴
- 198cmの上背を生かしてフォーシーム、スライダー、カーブ、チェンジアップなどの球種を投げ下ろす[20][21]。自他共に認めるピッチングオタクで、大学の先輩ジェイコブ・デグロムの投球を研究したり、ジャスティン・バーランダーからタイラー・グラスノーまでビデオを眺めながら常に様々なグリップを試し、チームメイトが見ているだけで疲れる程の入念なワークアウトもこなす。登板日にはリラックスのために映画を鑑賞し、昼食はステーキとチキンのブリトーを食べマウンドに上がる。オフシーズンには母校ステッソン大学に通い、野球部のコーチングのみならず、練習中のボール拾いやダッグアウトのゴミ集めまで手伝っている[22]。
- 2022年シーズン後、ギルバートは日本プロ野球の投球技術に注目し、渡米前の千賀滉大が投げていたフォークボールを発見した。後に「リーグ最高の投球の1つ」と称賛した千賀の"ゴーストフォーク"を握り方から徹底的に研究。オフシーズンのほとんどを自身のフォークボール開発に費やし、2023年に新たな変化球として習得した[23][24]。

## 詳細情報

### 年度別投手成績
| 年 度    | 球 団    | 登 板 | 先 発 | 完 投 | 完 封 | 無 四 球 | 勝 利 | 敗 戦 | セ 丨 ブ | ホ 丨 ル ド | 勝 率 | 打 者 | 投 球 回 | 被 安 打 | 被 本 塁 打 | 与 四 球 | 敬 遠 | 与 死 球 | 奪 三 振 | 暴 投 | ボ 丨 ク | 失 点 | 自 責 点 | 防 御 率 | W H I P |
| -------- | -------- | ----- | ----- | ----- | ----- | -------- | ----- | ----- | -------- | ----------- | ----- | ----- | -------- | -------- | ----------- | -------- | ----- | -------- | -------- | ----- | -------- | ----- | -------- | -------- | ------- |
| 2021     | SEA      | 24    | 24    | 0     | 0     | 0        | 6     | 5     | 0        | 0           | .545  | 503   | 119.1    | 112      | 17          | 28       | 2     | 6        | 128      | 9     | 0        | 63    | 62       | 4.68     | 1.17    |
| 2022     | SEA      | 32    | 32    | 0     | 0     | 0        | 13    | 6     | 0        | 0           | .684  | 766   | 185.2    | 170      | 19          | 49       | 2     | 6        | 174      | 5     | 0        | 71    | 66       | 3.20     | 1.18    |
| 2023     | SEA      | 32    | 32    | 1     | 1     | 1        | 13    | 7     | 0        | 0           | .650  | 770   | 190.2    | 169      | 29          | 36       | 1     | 2        | 189      | 6     | 0        | 82    | 79       | 3.73     | 1.08    |
| 2024     | SEA      | 33    | 33    | 1     | 0     | 0        | 9     | 12    | 0        | 0           | .429  | 803   | 208.2    | 148      | 26          | 37       | 1     | 4        | 220      | 11    | 0        | 83    | 75       | 3.23     | 0.89    |
| MLB：4年 | MLB：4年 | 121   | 121   | 2     | 1     | 1        | 41    | 30    | 0        | 0           | .577  | 2842  | 704.1    | 599      | 91          | 150      | 6     | 18       | 711      | 31    | 0        | 299   | 282      | 3.60     | 1.06    |

- 2024年度シーズン終了時
- 各年度の太字はリーグ最高

### 年度別守備成績
| 年 度 | 球 団 | 投手（P） | 投手（P） | 投手（P） | 投手（P） | 投手（P） | 投手（P） |
| 年 度 | 球 団 | 試 合     | 刺 殺     | 補 殺     | 失 策     | 併 殺     | 守 備 率  |
| ----- | ----- | --------- | --------- | --------- | --------- | --------- | --------- |
| 2021  | SEA   | 24        | 5         | 9         | 0         | 0         | 1.000     |
| 2022  | SEA   | 32        | 15        | 13        | 1         | 1         | .966      |
| 2023  | SEA   | 32        | 19        | 12        | 0         | 1         | 1.000     |
| 2024  | SEA   | 33        | 26        | 9         | 3         | 0         | .921      |
| MLB   | MLB   | 121       | 65        | 43        | 4         | 2         | .964      |

- 2024年度シーズン終了時
- 各年度の太字はリーグ最高

### 表彰
- ピッチャー・オブ・ザ・マンス：1回（2022年4月）
- プレイヤー・オブ・ザ・ウィーク：1回（2023年7月3日 - 9日）

### 記録
- MLBオールスターゲーム選出：1回（2024年）

### 背番号
- 36（2021年 - ）